# Campionats del món de ciclisme en ruta
Els Campionats del món de ciclisme en ruta tenen lloc sobre un única cursa, generalment cap al final de la temporada ciclista. Es disputen des de 1927, pel que fa als homes, i des de 1958 per les dones.
Aquestes proves són organitzades per la Unió Ciclista Internacional i el país organitzador és diferent cada any. Les proves es corren en un circuit i, a diferència de la majoria de curses ciclistes, per equips nacionals.

## Història
Al congrés de la Unió Ciclista Internacional de 1920 a París la delegació italiana demana l'organització d'un campionat del món pels professionals amb el suport de belgues, francesos i suïssos. L'any següent s'aconsegueix organitzar un campionat amateur en la disciplina de contrarellotge individual, substituint el campionat de mig fons amateur que s'havia deixat de disputar el 1914.
El 1926, en un nou congrés de l'UCI a París, es decideix disputar una mateixa cursa per a professionals i amateurs, però amb dues classificacions diferents. El primer campionat del món obert a professionals tingué lloc a Nürburgring el 21 de juliol de 1927 i fou guanyat per l'italià Alfredo Binda. El belga Jean Aerts, cinquè a la cursa, es proclamà campió amateur.

## Mallot irisat
Els vencedors de les proves del campionat del món tenen dret a portar el mallot irisat durant un any, fins a la disputa del següent campionat. Alhora, els ciclistes que han guanyat un campionat del món durant la seva carrera esportiva tenen dret a dur els colors de l'arc de Sant Martí a les mànigues del mallot en record del seu èxit.
Des de 1994, guanyar la cursa contrarellotge del campionat del món dona dret a dur el mallot de campió del món quan es disputen contrarellotges.

## Les proves

### Campionats del món masculins
- Cursa en línia, des de 1927
- Contrarellotge, des de 1994
- Cursa en línia sub-23, des de 1996[2]
- Contrarellotge sub-23, des de 1996[2]
- Cursa en línia júnior, des de 1975[2][3]
- Contrarellotge júnior, des de 1994[2][3]
- Cursa en línia amateur (1921-1995)
- Contrarellotge per equips, de 1962 a 1994 i de 2012 a 2018.[4]

### Campionats del món femenins
- Cursa en línia, des de 1958
- Contrarellotge, des de 1995
- Cursa en línia sub-23, des de 2022
- Contrarellotge sub-23, des de 2022
- Cursa en línia júnior, des de 1987[2][3]
- Contrarellotge júnior, des de 1995[2][3]
- Contrarellotge per equips, de 1987 a 1994 i de 2012 a 2018.[4]

### Campionats del món mixtos
- Contrarellotge per equips mixtos, des de 2019[2][5]

## Edicions
| Any     | País                                               | Ciutat                                             |
| ------- | -------------------------------------------------- | -------------------------------------------------- |
| 1921    | Dinamarca                                          | Copenhaguen                                        |
| 1922    | Regne Unit                                         | Liverpool                                          |
| 1923    | Suïssa                                             | Zúric                                              |
| 1924    | França                                             | París                                              |
| 1925    | Països Baixos                                      | Apeldoorn                                          |
| 1926    | Itàlia                                             | Milà                                               |
| 1927    | Alemanya                                           | Nürburgring                                        |
| 1928    | Hongria                                            | Budapest                                           |
| 1929    | Suïssa                                             | Zúric                                              |
| 1930    | Bèlgica                                            | Lieja                                              |
| 1931    | Dinamarca                                          | Copenhaguen                                        |
| 1932    | Itàlia                                             | Roma                                               |
| 1933    | França                                             | Montlhéry                                          |
| 1934    | Alemanya                                           | Leipzig                                            |
| 1935    | Bèlgica                                            | Floreffe                                           |
| 1936    | Suïssa                                             | Berna                                              |
| 1937    | Dinamarca                                          | Copenhaguen                                        |
| 1938    | Països Baixos                                      | Valkenburg                                         |
| 1939-45 | No disputats per culpa de la Segona Guerra Mundial | No disputats per culpa de la Segona Guerra Mundial |
| 1946    | Suïssa                                             | Zúric                                              |
| 1947    | França                                             | Reims                                              |
| 1948    | Països Baixos                                      | Valkenburg                                         |
| 1949    | Dinamarca                                          | Copenhaguen                                        |
| 1950    | Bèlgica                                            | Moorslede                                          |
| 1951    | Itàlia                                             | Varese                                             |
| 1952    | Luxemburg                                          | Luxemburg                                          |
| 1953    | Suïssa                                             | Lugano                                             |
| 1954    | RFA                                                | Solingen                                           |
| 1955    | Itàlia                                             | Frascati                                           |
| 1956    | Dinamarca                                          | Copenhaguen                                        |
| 1957    | Bèlgica                                            | Waregem                                            |
| 1958    | França                                             | Reims                                              |
| 1959    | Països Baixos                                      | Zandvoort                                          |
| 1960    | RDA                                                | Leipzig                                            |

| Any  | País           | Ciutat               |
| ---- | -------------- | -------------------- |
| 1961 | Suïssa         | Berna                |
| 1962 | Itàlia         | Salò                 |
| 1963 | Bèlgica        | Renaix               |
| 1964 | França         | Sallanches           |
| 1965 | Espanya        | Lasarte-Oria         |
| 1966 | RFA            | Nürburgring          |
| 1967 | Països Baixos  | Heerlen              |
| 1968 | Itàlia         | Imola                |
| 1969 | Bèlgica        | Zolder               |
| 1970 | Regne Unit     | Leicester            |
| 1971 | Suïssa         | Mendrisio            |
| 1972 | França         | Gap                  |
| 1973 | Espanya        | Barcelona            |
| 1974 | Canadà         | Mont-real            |
| 1975 | Bèlgica        | Mettet i Yvoir       |
| 1976 | Itàlia         | Ostuni               |
| 1977 | Veneçuela      | San Cristóbal        |
| 1978 | RFA            | Nürburgring          |
| 1979 | Països Baixos  | Valkenburg           |
| 1980 | França         | Sallanches           |
| 1981 | Txecoslovàquia | Praga                |
| 1982 | Regne Unit     | Goodwood             |
| 1983 | Suïssa         | Altenrhein           |
| 1984 | Espanya        | Barcelona            |
| 1985 | Itàlia         | Giavera del Montello |
| 1986 | Estats Units   | Colorado Springs     |
| 1987 | Àustria        | Villach              |
| 1988 | Bèlgica        | Renaix               |
| 1989 | França         | Chambéry             |
| 1990 | Japó           | Utsunomiya           |
| 1991 | Alemanya       | Stuttgart            |
| 1992 | Espanya        | Benidorm             |
| 1993 | Noruega        | Oslo                 |
| 1994 | Itàlia         | Agrigento            |
| 1995 | Colòmbia       | Duitama              |

| Any  | País                | Ciutat              |
| ---- | ------------------- | ------------------- |
| 1996 | Suïssa              | Lugano              |
| 1997 | Espanya             | Donostia            |
| 1998 | Països Baixos       | Valkenburg          |
| 1999 | Itàlia              | Verona              |
| 2000 | França              | Plouay              |
| 2001 | Portugal            | Lisboa              |
| 2002 | Bèlgica             | Zolder i Hasselt    |
| 2003 | Canadà              | Hamilton            |
| 2004 | Itàlia              | Verona              |
| 2005 | Espanya             | Madrid              |
| 2006 | Àustria             | Salzburg            |
| 2007 | Alemanya            | Stuttgart           |
| 2008 | Itàlia              | Varese              |
| 2009 | Suïssa              | Mendrisio           |
| 2010 | Austràlia           | Melbourne i Geelong |
| 2011 | Dinamarca           | Copenhaguen         |
| 2012 | Països Baixos       | Valkenburg          |
| 2013 | Itàlia              | Florència           |
| 2014 | Espanya             | Ponferrada          |
| 2015 | Estats Units        | Richmond            |
| 2016 | Qatar               | Doha                |
| 2017 | Noruega             | Bergen              |
| 2018 | Àustria             | Innsbruck           |
| 2019 | Regne Unit          | Yorkshire           |
| 2020 | Itàlia              | Imola               |
| 2021 | Bèlgica             | Lovaina             |
| 2022 | Austràlia           | Wollongong          |
| 2023 | Regne Unit          | Glasgow             |
| 2024 | Suïssa              | Zúric               |
| 2025 | Ruanda              | Kigali              |
| 2026 | Canadà              | Montreal            |
| 2027 | França              | Sallanches          |
| 2028 | Emirats Àrabs Units | Abu Dhabi           |
| 2029 | Dinamarca           | a definir           |
| 2030 | Bèlgica             | Brussel·les         |